# Alois Jirásek
Alois Jirásek (pronunție în cehă [ˈalojs ˈjɪraːsɛk]; n. 23 august 1851, Hronov⁠(d), Hradec Králové, Cehia – d. 12 martie 1930, New Town⁠(d), Cehoslovacia) a fost un scriitor ceh, autor de romane istorice și de piese de teatru. Jirásek a fost profesor de gimnaziu până la pensionarea sa, în 1909. El a scris o serie de romane istorice elaborate din dragoste pentru țara sa și de progresul ei către libertate și justiție. A fost nominalizat la Premiul Nobel pentru Literatură în 1918, 1919, 1921 și 1930.
Este considerat fondator al romanului istoric ceh. Se remarcă modalitatea realistă, utilizarea stilului popular și înclinația spre erudiție.

## Biografie
Alois Jirásek s-a născut la 23 august 1851, în Hronov (azi în Republica Cehă) din Regatul Boemiei, care făcea parte în acea vreme din Imperiul Austriac. El provenea dintr-o familie de mici fermieri și de țesători cu mijloace de trai modeste.

## Scrieri

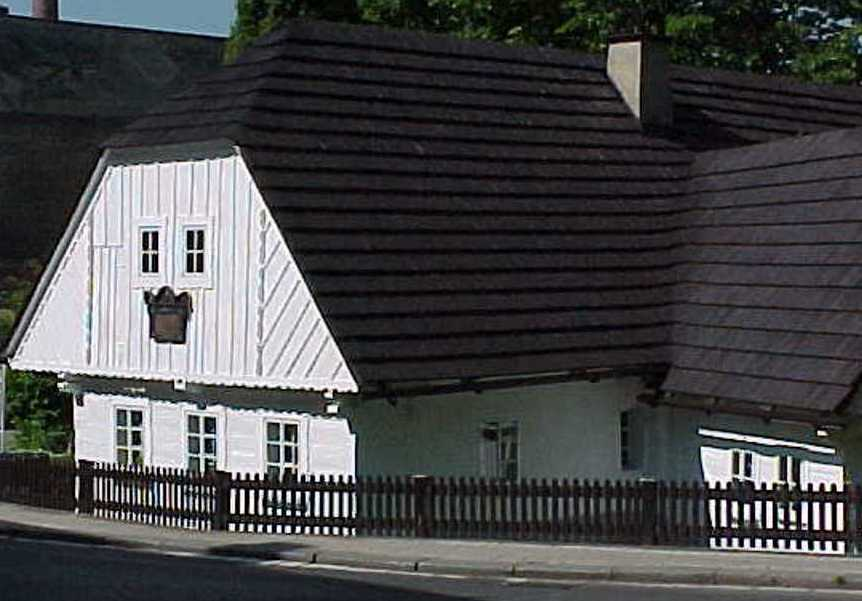
Casa în care s-a născut Alois Jirásek.

### Romane
- Na dvoře vévodském (1877)
- Poveste filozofică (Filosofská historie, 1878, despre anul revoluționar 1848)
- Slavný den (1879)
- Konec a počátek (1879, despre Frăția Boemă)
- Ráj světa (1880)
- Poklad (1881)
- Na dvoře vévodském (1881)
- V cizích službách (1883), cu acțiunea petrecută în vremea de după Jan Hus
- Capete de câini (Psohlavci, 1884), despre Rebeliunea locuitorilor din Chod
- Poklad (1885)
- Skály (1887)
- Maryla (1887), cu acțiunea petrecută în vremea de după Jan Hus
- Na Ostrově (1888)
- Nevolnice (1888), cu acțiunea petrecută în perioada precreștină
- Vechi legende boeme (Staré pověsti české, 1894) (traducere în limba engleză Arhivat în 28 iulie 2007, la Wayback Machine.), despre legenda lui Šárka
- Între curente (Mezi proudy, 1887–1890), o trilogie despre vremea lui Jan Hus
- Împotriva lumii întregi (Proti všem, 1893)
- U Nás (1896–1903)
- F. L. Věk (1888–1906, 5 volume, despre începuturile Renașterii Naționale Cehe)
- Frăția (Bratrstvo, 1899–1908)
- Întuneric (Temno, 1914, roman despre perioada de după Contrareforma din 1620)
- Husitský král (1919 – neterminat, despre George de Poděbrady)

### Piese de teatru
- Jan Hus (1911)
- Jan Žižka (1903)
- Jan Roháč (1914)
- Lantern (1905)
- Vojnarka (1891)
- Tatăl (Otec, 1895)

## Adaptări
- 1954 Jan Hus, regia Otakar Vávra
- 1955 Capete de câini (Psohlavci), regia Martin Frič
- 1956 Cel pierdut (Ztracenci), regia Milos Makovec
- 1961 Magdalena Dobromila Rettigová, regia Frantisek Filip
- 1984 Comoara contelui Chamaré (Poklad hrabete Chamaré), regia Zdenek Troska – după romanul Comoara (Poklad, 1885)